# Sophie Benech
Pour les articles homonymes, voir Benech.
Sophie Benech, née en 1952, est une traductrice (du russe vers le français) et éditrice française.

## Biographie
Après des études de lettres classiques à la Sorbonne, Sophie Benech décide d'apprendre le russe à cause de sa prédilection pour Les Frères Karamazov. Elle part pour Moscou où elle apprend par elle-même le russe, puis retourne en Russie soviétique, cette fois à Léningrad (aujourd'hui Saint-Pétersbourg) après un séjour en Louisiane dans le sud des États-Unis. Ces deux pays ont pour elle des points communs, comme le rapport à la nature, l'immensité de leurs territoires et leur propension à se croire détenteurs de la vérité.
Sophie Benech accompagne des groupes de touristes en URSS dans le cadre d'Intourist, puis devient traductrice du russe vers le français. La découverte de Chalamov, dont elle rencontre l'héritière des droits, va alors bouleverser la carrière de Sophie Benech.
Parallèlement à son travail de traductrice, elle dirige les éditions Interférences qu’elle a fondées en 1992.

## Traductions
On lui doit notamment la traduction de récits fantastiques russes de Leonid Andreïev, et de Contes populaires juifs (éditions José Corti). Elle a traduit pratiquement tous les livres de Lioudmila Oulitskaïa, cinq romans de Iouri Bouïda, et de Boris Pasternak Correspondances avec Chalamov, Correspondance avec sa femme Génia, Dossier de l’affaire Pasternak pour les éditions Gallimard, ainsi que Nadejda Mandelstam.
Elle a également traduit Varlam Chalamov : Vichéra, ainsi que deux livres sur six des Récits de Kolyma (éditions Verdier), de même que les romans Ensorcelés par la mort et La Fin de l'homme rouge de Svetlana Aleksievitch (prix Nobel de littérature 2015) et Œuvre illustrée de Eufrosinia Kersnovskaïa, (Plon). Elle a traduit aussi le Manuel du Goulag et Qu’elle était belle cette utopie de Jacques Rossi (Cherche-Midi), Andreï Tarkovski (Exils, Œuvres cinématographiques complètes).
En 2012, elle traduit pour les éditions Le Bruit du temps les Œuvres complètes de l'écrivain juif russe Isaac Babel.
En 2019, toujours pour le Bruit du temps, elle traduit Entretiens avec Anna Akhmatova de Lydia Tchoukovskaïa, une somme d'écrits des journaux de l'écrivaine de plus de mille pages.

## Récompenses
Elle reçoit en 2010 le prix Russophonie pour la traduction du russe vers le français de Conte de la lune non éteinte de Boris Pilniak.
Elle reçoit en 2012 le prix Laure-Bataillon pour la traduction du russe vers le français de Œuvres complètes d'Isaac Babel.
Elle reçoit en 2019 une Mention spéciale lors des remises du Prix Russophonie pour la traduction du russe vers le français de Voleur, espion et assassin de Iouri Bouïda (Gallimard)  (ISBN 9782072723902).
En 2022, elle est nommée chevalier de l'ordre national du Mérite